# يوكان كلوب
.

## معلومات الدراما
اسم الدراما: 有閑倶楽部
بالروماجي: yukan club
 نوعها: مدرسية، كوميدية
عدد حلقاتها: 10 حلقات
تاريخ العرض: 16 أكتوبر 2007

## القصة
قصة الدراما مقتبسة عن مانغا بنفس الاسم، تدور حول 6 طلاب يقدون اوقات فراغهم في حل الالغاز وابطالنا هم (شوشيكاباي ماريكو الأب مفوض شرطة لذلك هو رجل واثق من نفسة ويعشق الدرجات النارية ويحب اصدقاءه، هكاسيكا نوريكو الأب رسام محترف والام تهتم بتقاليد مراسم الشاي ترعرت جيدا ولديها فوبيا الرجال (تكره الرجال) لكنها تحب صديقها سيشيروا، كايكيزوميني سيشيروا عائلته تمتلك أكبر مشفى طالب مثقف واسع المعرفة ماهر في فنون الدفاع عن النفس ويحب نوريكوا، كيزاكوراكارين ابنة صاحبت أكبر محل مجوهرات تحلم ان تتزوج برجل غني وذو شخصية ووسيم، بيدوا غيرنميري ابن السفير السويدي مستهترًا ويواعد عدة نساء في آن واحد وهو فارس، كنبيشي يوري ابنة التاجر المشهور عالميا مدير مجموعة كنبيشي المالية جيدة جدًا في الرياضة وغير مهتمة بالرجال وهوايتها الأكل ولا تحب المذاكرة وجيدة في القتال لكنها لا تستطيع هزيمة سيشيرواو تشعر بوجود الارواح) هولاء هم أشهر ست طلاب في المدرسة العليا والناس يدعونهم بنادي يوكان.

## الممثلون
أكانيشي جين في دور
شوشيكوباي ميروكو
تاغوتشي جونوسكي في دور
بيدو غرانماري
يوكوياما يو في دور
كيكوماساموني سيشيرو
جونير في دور
كينبشي يوري
كاشي يو في دور
هاكوشيكا نوريكو

## أغاني الدراما
- أغنية الشارة Keep the Faith من أداء كاتون

## بعد العرض
نسبة المشاهدة
- الحلقة الأولى: 15.9 %
- الحلقة الثانية: 13.7 %
- الحلقة الثالثة: 12.8 %
- الحلقة الرابعة: 12.3 %
- الحلقة الخامسة: 13.0 %
- الحلقة السادسة: 12.1 %
- الحلقة السابعة: 10.3 %
- الحلقة الثامنة: 11.1 %
- الحلقة التاسعة: 12.4 %
- الحلقة العاشرة: 12.7 %
- متوسط نسبة المشاهدة: 12.63 %

جوائز
- جائزة جريدة نيكان سبورت دراما: أفضل دراما.
- جائزة جريدة نيكان سبورت دراما: أفضل ممثل «أكانيشي جين».
- جائزة جريدة نيكان سبورت دراما: أفضل ممثل مساعد «تاغوتشي جونوسكي».
- جائزة جريدة نيكان سبورت دراما: أفضل ممثلة مساعدة «كاشي يو».